# Gare d'Urdland
La gare d'Urdland (en norvégien : Urdland stasjon) est une gare ferroviaire sur la ligne de Bergen. Elle est située à Urdland dans la vallée de Raundalen, dans la municipalité de Voss, dans le comté de Hordaland en Norvège. La gare est exploitée par Vygruppen AS, avec jusqu'à cinq départs par jour dans chaque direction. La station a été ouverte en 1908.

## Situation ferroviaire
La gare d'Urdland est située au point kilométrique (PK) 371,52 de la ligne de Bergen, entre les gares de Hallingskeid et de Voss.